# 秘密集会タントラ
『秘密集会タントラ』（ひみつしゅうえタントラ、Guhyasamāja tantra、グヒヤサマージャ・タントラ）とは、サンスクリット語で書かれた仏教の後期密教経典群の重要な経典の一つである。インド仏教ではヨーガタントラもしくはマハーヨーガタントラに分類されており、チベット仏教では無上瑜伽タントラに分類される。

## 概要
後期密教経典群の中では、最も早期に成立した『幻化網タントラ』（マーヤ・ジャーラ）に次いで成立したものとされ、成立時期は8世紀後半と推定されている。
『秘密集会タントラ』は梵本、チベット訳、漢訳の三種が揃っている。サンスクリットによる題名は、章によって多少の違いはあるものの、「一切如来身語心の秘密中の極秘たる秘密集会という大秘密タントラ王」とあり、そこから核心である部分を採って『秘密集会タントラ』（グヒャサマージャ・タントラ）と略称される。多数のサンスクリット写本が現存しているが、チベット語訳は11世紀初頭のリンチェン・サンポとシュラッダーカラヴァルマ（Śraddhākaravarma）の共訳が「チベット大蔵経」に収録されている。漢訳は、11世紀初頭の施護三蔵訳『一切如来金剛三業最上秘密大教王経』（大正蔵885）があるが、世俗倫理に反する記述を当時の風俗にあわせて積極的に省略・改変した箇所や、無上瑜伽タントラの理解が浅いことによる誤訳も多く、そのため抄訳として扱われ今日では学術的にはあまり高く評価されてはいない。
一方、チベット仏教の最大宗派でもあるゲルク派では、宗祖であるツォンカパ大師がチベットにおいて厳しい戒律を復興すると共に、この『秘密集会タントラ』を最高の密経典として評価したこともあって、とりわけ重視されている。加えて、ネパールでは「九法宝典」(Navagrantha) の一つに数えられている。
なお、「秘密集会」の意味するところについて、『秘密集会タントラ』は第十八分で「身語心の三種が秘密であり、一切仏が集合したのが集会である」と説明している。仏教学者、僧侶の松長有慶によれば、これはすなわち、秘密集会とは、日本語で一般的に連想されるところの「秘密結社」ではなく、行者の「身語心の三業と仏の身語心の三密が、一体としての集合に至る行法を説くタントラ」と解釈しうるとしている。

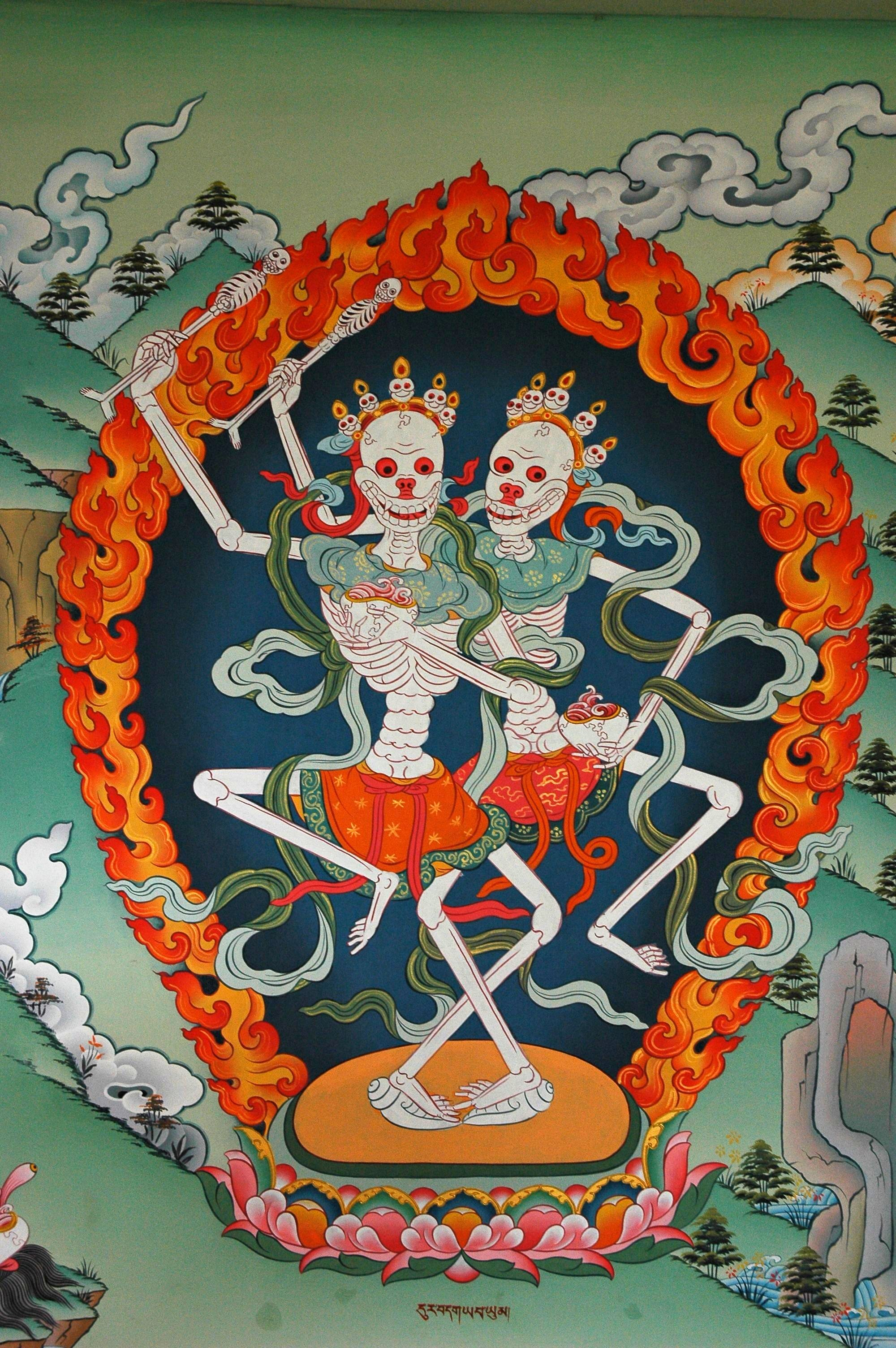
キチパチ図絵（ゲルク派）

## 成立
『秘密集会タントラ』は内容的に『真実摂経』の思想の核心部分を受け継ぎ、発展させたものであるという見解は、伝統的な解釈と仏教学の見地の双方から合意されるものである。また、実践的な記述についても『真実摂経』からさらに発展したものとなっている。これらのことと、7世紀中頃には『真実摂経』の核心部分が成立していたとされることから、『秘密集会タントラ』の成立はそこから少し下った年代であったようである。なお、松長は『インド後期仏教 〔上〕』において、『秘密集会タントラ』の成立を4世紀から5世紀ごろとする「漢訳の資料を無視するインドや欧米の学者」による説を紹介したうえで、この説に異議を唱えている。松長自身は、ジュニャーナパーダの活動年代とそのテクストから、この経典が8世紀後半ごろにはほぼ現存する形になったとする見解を示している。

### 経緯
『秘密集会タントラ』は、その後、次々と生み出されていくことになる後期密教経典群の皮切りとなる経典（タントラ）であり、後期密教の始まりを告げる記念碑的な位置付けを持つ。
その内容は、下述するようにそれまでの仏教の戒律をことごとく破棄するかのごとくであり、そのため非常に衝撃的なものであるかのような印象を伴い、その一部は反社会的ですらあるとみなされている。また、密教の側でも貪・瞋・痴の三毒（三煩悩）も悟りへの原動力とみなし、それぞれが有効性を持つとする立場を一貫させていることから、論理的な説明や弁解を行われることはなかった。
かつてのチベットにおいても同様の問題がおこり、そのためツォンカパ大師や当時の大成就者等は、後代に誤った訳に基づく安易な実践に進むことがないように、前段階として戒律や顕教といった枷をはめたり、書かれていることをそのまま実際の行動に移さず、あくまでも観想でのみ行うよう戒めるといった安全策を併用して、密教を学ぶために最低限必要な三昧耶戒の厳守と、後期密教経典群の正しい理解に基づく様々な制限を設ける必要が生じた。
なお、現在の日本語訳に限っていえば、その内容にも反映されている通り『秘密集会タントラ』（及びその後の後期密教経典群）は、（インド仏教内の対ヒンドゥー教改革（=習合+庶民化改革）としての密教化の文脈の果てに）インド社会の底辺にいる人々（あるいは、脱社会的な人々）を、仏教信者として取り込むべく、彼らが日常的に行なっていた生活習慣・儀礼・呪法を摂取し、それらに仏教的意味づけを施す（そして、観想法として昇華させる）目的で編纂されたと推察される。
ただし、その内容形成と編纂は、特定のグループによって一挙に体系的に行われたわけではなく、各種の瑜伽（ヨーガ）を実践していた様々な行者グループの観法が寄せ集められ、『秘密集会タントラ』の名の下にまとめられたに過ぎない。そのため、いくつもの瑜伽観法や曼荼羅が列挙されており、観法の統合に失敗して矛盾した内容になっていたり、重複・欠陥があったり、曼荼羅の諸尊のどれかが欠落したり、配列の前後関係に齟齬があったりと、統一性・一貫性を欠いた箇所が少なくない。
そのため、その解釈と実践に当たっては、下述するように、いくつかの流派が生じることになった。

### 以前の経典との関係
『秘密集会タントラ』（及びその後の後期密教経典群）は、それ以前の経典の内容と大きく色彩を異にするが、そこに通底するテーマである「欲望を否定しないことや、世俗の積極的な活用」が、それ以前の仏教経典に全く見られなかったかと言えば、そういうわけでもない。
代表的なものとしてよく言及されるのが、『大般若経』及び『真実摂経』（『金剛頂経』）第六会の一部としても知られる『理趣経』である。また、『維摩経』も、在家者の観点から、教条主義的な欲望否定にこだわる戒律絶対主義者を嘲笑し、欲望を否定しないで涅槃を求める方向性を示そうとしている。
このように、「欲望を否定しない」という側面は、大乗仏教の初期から（一部であれ）孕まれており、『秘密集会タントラ』（及びその後の後期密教経典群）は、その発展形と位置付けることもできなくはない。
また、チベット仏教の高名な学僧であるプトゥンは、この『秘密集会タントラ』を、『真実摂経』（『金剛頂経初会』）の「続タントラ」と位置づけたが、確かに、観法における五部族の組織、曼荼羅の中核をなす五仏の構成（ただし、中心は大日如来から阿閦如来へと交代している）、印契（ムドラー）が「大印」（マハームドラー:正しくは「大身印」。ここでは女性パートナーのこと）に置き換えられるなどは、既に空海の師である恵果阿闍梨の監修による現図曼荼羅の『理趣会』に描かれ、真言宗の伝統的な現図曼荼羅の解説にも述べられているように、『真実摂経』と『秘密集会』の両経典は密接に関係し、後のインド後期密教における『金剛頂経』群においては『秘密集会タントラ』が『真実摂経』（『金剛頂経初会』）の継承・発展的な位置にあることは間違いない。
なお、8世紀中頃の不空訳『金剛頂経瑜伽十八会指帰』には、18種の瑜伽法や経典が挙げられており、その第十五会には「秘密集会瑜伽」に関する極めて簡単な記述があるが、これは『秘密集会タントラ』で言えば、第五分の一部に相当する。無論、この時点ではまだ『秘密集会タントラ』は未完成の段階だったと考えられるが、このようなところからも、両経典のつながりを見出すことができる。

## 構成
18の分（章）から成る。

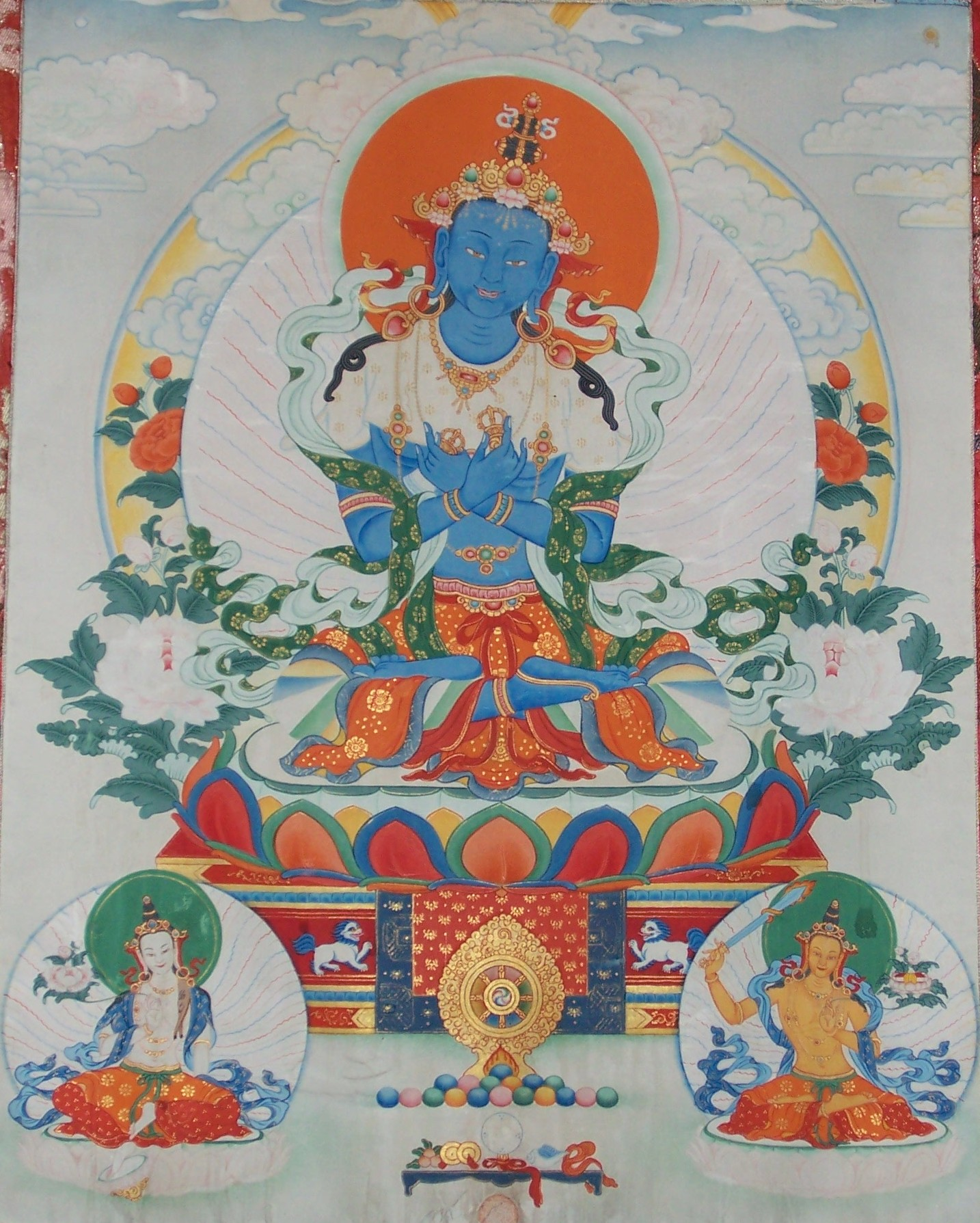
持金剛仏―第六仏や本初仏（adībuddha）とも呼ばれる。『秘密集会タントラ』では、四仏（毘盧遮那、宝生[宝幢]、観自在[阿弥陀]、不空成就）とそれを統括する阿閦如来（大毘盧遮那、法身としての阿閦）が配された。『真実摂経』から『秘密集会タントラ』に発展するにあたって毘盧遮那仏と阿閦如来の位置が入れ替えられたが、これによって中尊の地位が曖昧になった。これを受け、持金剛仏の名をもつこの仏が、五仏の上に置かれる第六仏として配置されるようになった。『秘密集会タントラ』においては第六分に初めて現れる。

チベット語訳では、第一分から十七分までを「根本タントラ」、十八分を「続タントラ」として区別する。また、ここに更に補足的な「釈タントラ」を付属させることも少なくない。
また、第一分から第十七分（「根本タントラ」）の部分は、内容・外形的に、第一分から第十二分までの「前半部」と、第十三分から第十七分までの「後半部」に分けることができる。「前半部」と「後半部」は内容的にかなり異質であり、「後半部」は記述量も数倍に増す。
なお、第十八分では、（第一分と第十八分を除く）諸分の分類は、
- 五、九、十三、十七 ：諸仏・諸菩薩の説く大成就
- 四、八、十二、十六：阿闍梨の事作法である、悉地の禁戒・律儀
- 二、六、十、十四：荒行・随貪としての近成就の律儀
- 三、七、十一、十五：悉地の場所・瑞相としての前成就の律儀

と説明される。
全18分は以下の通り。
1. 一切如来が三摩地に入り曼荼羅を加持する第一分
（導入部。一切の如来が集会し、ほのめかされた「一切の如来の（菩提心の）秘密、金剛の真実」を説くよう請問し、それを受けて、五仏・四明妃・四門護の十三尊が曼荼羅の所定の位置に着く。）
2. 菩提心についての第二分
（請問の答えを、五仏がそれぞれに短い言葉で説く。）
3. 金剛の荘厳と名づける三摩地についての第三分
（「五欲徳」（色・声・香・味・触）に満ち、「五種供養」（人肉・牛肉・犬肉・象肉・馬肉）によって飾られた「金剛の荘厳」と名づける三摩地の説明。五仏とその大印（女性パートナー）、その他の曼荼羅の観想について。）
4. 一切如来の心曼荼羅についての第四分
（一切の如来に「無上の曼荼羅」を示すよう請問され、「心曼荼羅」の説明がなされる。「大印」（女性パートナー：16歳の乙女）との「性ヨーガ」や、「五甘露」（糞、尿、人肉、精液、経血）による諸尊の供養なども説かれる。）
5. 普遍なる行の最上なるものについての第五分
（最上の法の意義と行の特質についての説明。欲に溺れ、非倫理的もしくは底辺の人々こそが、それにふさわしいことを知らされ菩薩達が卒倒するも、すぐに蘇生し賛嘆する。）
6. 身語心の加持についての第六分
（五仏らによる身・語・心の加持などについての真言。及びその秘密（真髄）についての真言。続いて次第（修行）に関する言及（身・語・心の一体化、微細ヨーガ、「五欲徳」、「五種供養」）。）
7. 最勝なる真言行についての第七分
（欲の享受の推奨、五徳欲、六種の憶念、妃の供養など。）
8. 心の三昧耶についての第八分
（供養についての請問に対して、乙女・場所の選択、五部族の布置・観想、智慧海の観想、花の供養、五徳欲、師に対する供養などについての回答。）
9. 勝義諦である不二の真実義の三昧耶についての第九分
（五部族それぞれの三昧耶が説かれ、その非倫理性を菩薩たちが問う。それに対して貪欲行が菩薩行であることが説かれ、菩薩たちは賛嘆する。）
10. 一切如来の真髄を勧発する第十分
（身語心の三昧耶、金剛・蓮華部族の成就法、真言三昧耶の成就法、三昧耶曼荼羅、大印の瑜伽（性的ヨーガ）などについての短い言及。）
11. 一切如来の真言の三昧耶であり、真実でもある金剛明呪の最上丈夫についての第十一分
（三文字（オーン、アーハ、フーン）とブルン字の観想、瑜伽行の場所・期間、三金剛の瑜伽、諸文字の瑜伽、五仏の三摩地、場所の選定、五神通・五所・五金剛の観想、三文字の観想など、重複・齟齬を孕んだ乱雑な内容。）
12. 三昧耶を成就する最勝を説く第十二分
（遊戯者の観想、場所の選定、五仏の三昧耶、三文字の斂観、五仏・忿怒尊の観想、金剛鉤召法、五肉の供養、五甘露・三金剛の三摩地、三金剛の三昧耶の悉地、四成就法、親近の悉地、三金剛の加持など。）
13. 金剛三昧耶の荘厳である真実義を観想によって悟る第十三分
（一切如来・諸菩薩の請問を受け、三金剛念誦、供養の儀礼、十種の念誦法、明妃・明王等の成就法、五仏の三昧耶形と真言の観想、斂観と広観、四輪の観想、四金剛法、阿閦の教令輪、毘盧遮那の教令輪、ヤマーンタカの教令輪、諸尊の教令輪、広観と斂観、水上歩行法、制圧法、息災法、毘盧遮那と眷属、阿弥陀と眷属、諸如来、阿閦と眷属、三仏の像容、四明妃の像容、十忿怒尊の像容、毘盧遮那の観想、阿閦の観想、阿弥陀の観想、四明妃の観想、十忿怒尊の観想などが説かれる。）
14. 身語心の不可思議なる真言を鉤召する奮迅王と名づける三摩地の第十四分
（四明妃の讃呪、九忿怒尊の讃呪、鉤召法、女尊の鉤召、真言行者の特殊な儀則、怨敵の殺害法、金剛橛の儀軌など。）
15. 一切の心の三昧耶の精髄である金剛より出生したものと名づける第十五分
（乙女との瑜伽、硬直法、五秘密の真実、五甘露の所作、隠身法、大印（女性パートナー）の加持、五仏・忿怒尊の観想、招入法、恫喝法、粉砕法、呪殺法、解毒法、治病法、成就者の夢、夢の考察、悉地の存在などについて。）
16. 一切の悉地の曼荼羅である金剛を現等覚するものと名づける第十六分
（身曼荼羅、語曼荼羅、身語心曼荼羅、五甘露供養、画線法、障碍除去法、護摩法、四字の真言、大金剛のための灌頂、灌頂の請願、秘密の三昧耶、行者の食、出世の成就法、キンカラの成就法、文殊金剛の観想法、諸天の観想法、明妃の禁戒など。）
17. 一切如来の三昧耶と律儀である金剛の加持についての第十七分
（五仏への賛嘆、持金剛の教説、三金剛の三昧耶、二乗の三昧耶、天部諸尊の三昧耶、身語心に関する悉地の三昧耶、行者の律儀、その他の三昧耶、身語心金剛についての問答、明の丈夫の観想、女尊の観想、入定した瑜伽者の行の特徴、五仏・四明妃の象徴、秘密集会の灌頂を授けられた阿闍梨、大曼荼羅の説示、悪人を折伏する法、供養の法、律儀、除毒法、怨敵折伏法、三秘密の文字、四明妃の愛欲供養の賛嘆、身語心金剛の秘密についての問答など。）
18. 一切の秘密の法門である金剛智の加持と名づける第十八分
（菩薩たちによる内容についての53の質問と、それに対する回答・解説。巻末のQ＆A。）

## 内容

### 概要
『秘密集会タントラ』は、文字通り、一切の如来・菩薩が会する場で「秘密にされてきた真理の集成」が説かれるという体裁を採っている。なお、チベットではこの経典の内容を象徴し、具現化したと見られる密集金剛（グヒヤサマージャ）という尊挌（歓喜仏）が、本尊として仏像や立体曼荼羅、タンカ（仏画）等の仏教美術の題材とされることもあるが、この経典自体には、そのような仏は現れない。
上述したように、『秘密集会タントラ』は、（『金剛頂経』を引き継ぐ原初的なテキストに基づく、あるいはそうした原初的な集団から派生した）様々な類似グループの説・行法の寄せ集めであり、重複や齟齬、順序の混乱が散見され、丁寧に編纂されたとは言い難い。しかし、内容的に全くバラバラというわけではなく、一応は一定のまとまりが維持されている。
第一分から第十二分の「前半部」では、比較的短い文で、観法・儀則の概要が述べられる。それに対して、第十三分から第十七分の「後半部」では、文量が増え、記述が詳細になる一方、儀軌類にありがちな呪術に関する記述が頻出するようになる。そして、最後の第十八分（続タントラ）に至って、それらの乱雑な内容を補足すべく、疑問点の解消や解説の記述に徹するのである。

### 非倫理性・象徴性
内容を特徴付ける主な言葉・概念を挙げると、以下のようなものがある。
- 「五欲徳」（色・声・香・味・触）
- 「五肉」（人肉・牛肉・犬肉・象肉・馬肉）
- 「五甘露」（糞・尿・精液・経血・肉体または油）
- 「大印（mahāmudrā）」（女性パートナー）

こういった従来の顕教、あるいは世俗の社会倫理では忌避されてきたものを、真理の反映の過程として取り上げ、三昧の上においてはむしろ徹底的に享受・摂取することが、（その優越性・究極性を強調されつつ、）全面的に象徴化がなされ、それを肯定し推奨されて、現実の如く具体的に観想することが必要とされる。
ちなみに、「大印」（女性パートナー）は、言うまでもなく、「愛欲」（性理的瑜伽、二根交会）の象徴として文中に現れるが、その尊様の指定は、
- 十二歳の乙女（第七分、第十五分）
- 十六歳の乙女（第四分、第七分、第十六分）
- 二十五歳の乙女（第八分）

といった具合にバラつきがある。
これらの言葉・概念と、
- 貪瞋痴
- 身語心
- 真言
- 五仏・明妃・五部族・忿怒尊
- 曼荼羅
- 三摩地・悉地
- 自性清浄・虚空・不生・無我・平等性・無分別（離分別）

といった言葉・概念などが関連付けられつつ、観想法（成就法）・儀則が述べられていく。
上記のような非倫理的ないしは非戒律的（破戒的）な振る舞いについての記述は、観想上で行うものと解釈できる部分も少なくないが、例えば、第十二分の「五肉供養」のくだりでは、
あらゆる肉が手に入らねば、あらゆる肉を観想によって生ずべし。
と書かれており、このように、明らかに現実の実際的な振る舞いを求めているとしか捉えようのない部分もある 。そして、実際に中世のインドやチベットでは記述された内容を鵜呑みしてしまい、「性的ヨーガ」等が現実に実践されてきた例もある。また、タントラの「後半部」には「呪殺法」とも解釈され得る『調伏法』の様々な呪術の記述が頻出する点（古来から密教の儀軌類には普通に登場する記述）も併せて考えると、正しい理解と資格を伴った専門家が少ない創成期においては、これらの記述が単なる観想上でのみに留まっていた蓋然性はそれほど高くないと考えられる。

### 意図・姿勢
『秘密集会タントラ』の意図・目的の一端が、あるいは瑜伽行者における体験を通じたその挑発的・価値転倒的な姿勢が、瑜伽行の唯識や密教の「転識得智」(てんじきとくち)を基として端的かつ象徴的に描かれている章が、第五分と第九分である。
第五分では、
- 貪・瞋・痴に満ちた行者は、無上なる最高の乗において、(「転識得智」によって三つの根本煩悩さえも仏の智慧に変じて)最勝の悉地を成就する
- 旃陀羅・笛作り等や、殺生の利益をひたすら考えている者たちは、無上なる大乗の中でも、最上の乗において成就をなしとげる
- 無間業（地獄に堕ちる悪行）、大罪を犯した者さえもまた、大乗の大海の中でも優れたこの仏乗において成就する
- 殺生を生業とする人たち、好んで嘘を言う人たち、他人の財物に執着する人たち、常に愛欲に溺れる人たちは、本当のところ、成就にふさわしい人たちである
- 母・妹・娘に愛欲をおこす行者は、大乗の中でも最上なる法の中で、広大な悉地を得る

といった文言が説かれ、それに反発した菩薩（摩訶薩）たちに対して、
- これらは清浄な法性であり、諸仏の心髄中の心髄である法の義から生じたものであり、とりもなおさず菩薩行の句である

とダメ押しの文言が告げられ、菩薩たちは恐れおののいて卒倒してしまう。（しかしすぐさま蘇生され、一転して賛嘆の言葉を発し、章は終わる。）
この内容から、安易な理解によると『秘密集会タントラ』が、インド社会の底辺にいる人々や、「虐げられた」人々を対象にし、彼らを中心に伝統的な仏教教義を反転・再編成することを意図したものであると見てしまう。こうした意図に沿って理解すれば、背景としては庶民を糾合して台頭してきたヒンドゥー教に対して劣勢に立たされた仏教界が、対抗的にヒンドゥー教の要素や様々な民間信仰・呪術を取り入れ、改革を行っていった「密教化」の流れの成れの果て、といった説明がよくなされる。しかし実際には当時のインド全体でタントラ思想のムーブメントが覆っており、その一端が仏教界にも表れたというだけに過ぎない。また一方で、俗語混じりのタントラの文章から、そもそもタントラを形作ってきた人々自身が、社会的にそれほど高くない層に属していたとも考えられる。
第九分では、
- 仏曼荼羅と阿閦金剛を観想し、一切の衆生を殺す
- 輪曼荼羅と毘盧遮那・一切諸仏を観想し、一切の財物を奪う
- 蓮華曼荼羅と無量光・一切諸仏を観想し、一切の妃を瑜伽（二根交会）で享受する
- 仏曼荼羅と不空金剛・一切諸仏を観想し、一切の勝者（の拠り所となるもの）を欺く
- 三昧耶曼荼羅と宝幢を観想し、粗暴な言葉を使う

ことなどが説かれ、これまた第六分の場合と同じように反発した菩薩（摩訶薩）たちに対して、
- 貪欲行というものは、なんでも菩薩行であり、最勝行である
- 虚空と存在物が一体なように、これら五仏の三昧耶は、欲界にも、色界にも、無色界にも、四大種にも存在しない
- 虚空界という言葉の本源解釈によって、これら如来の三昧耶は理解されねばならない

といったことが説かれ、菩薩たちは驚きの目を見開く。（そして賛嘆の言葉を発し、章は終わる。）
この第九分においては、非倫理的な振る舞いの推奨が、仏教教義と明確に結び付けられ、合理化されて説かれている。
この第九分ほど明確ではないものの、『秘密集会タントラ』では、ところどころに「自性清浄・虚空・不生・無我・平等性・無分別（離分別）」といった類の似通った文言・主張・ほのめかしが散りばめられている。

## 流派
『秘密集会タントラ』成立後のインドでは、その実践を巡って、いくつかの流派が生じた。
主なものは五流あったとされるものの、なかでも特筆すべきは以下の二流派である。
- ジュニャーナパーダ流（Jñānapāda） - ジュニャーナパーダの著作に始まる。9世紀初頭に流行。
- 聖者流（しょうじゃりゅう、ḥPahags ḥkhor） -密教の ナーガールジュナ（龍樹）や、アーリヤデーヴァ（提婆）といった人物を代表とする、大乗仏教の中観派の僧達を信奉しそれらの人物の名と混同されやすい名前を持つ、後代の密教の人々の著作に始まる。9世紀以降に流行。

なお、ツォンカパを祖とするチベット仏教の最大宗派であるゲルク派は、後者の聖者流を採用・継承している。

## 実践
以下、『秘密集会タントラ』に基づく修行実践の概要を、ゲルク派の聖者流を例に述べていく。

### 概要
まず、『秘密集会タントラ』を含む、各種のタントラに基づく後期密教の修行は、
1. 生起次第（しょうきしだい）
2. 究竟次第（くきょうしだい）

の2段階に分けられる。
1は文字通り、2に向けた導入・準備的な修行で、観想による曼荼羅の生成・操作によって心身を修養するものであり、中期密教の観想と類似している。2は後期密教に特有な修行法であり、「チャクラ」理論的な身体観に基づき、身体に影響する呼吸コントロールを積極的に行う。ハタ・ヨーガ、クンダリニー・ヨーガと近親関係にある。
両者は本来、全く別の経緯で成立したものであり、チベットにおいても元はどちらか一方のみが行われており、とりわけ2に関心が集中しがちで、1は軽んじられる傾向にあったが、ツォンカパによってひとまとめに体系化された。
なお、この修行、特に究竟次第を重ねていくと、光明を見る、身体浮遊の感覚にとらわれる、超能力に目覚めるといった神秘体験を生ずることがあるらしいが、チベット仏教界では宗派を問わず、そういった神秘体験はあくまでも修行の到達段階の指標となるに過ぎず、悟りとは関係無いので、過大視しないよう諌める見解を採っているという。
ちなみに、下述するように、1や2に進むためには、灌頂（かんじょう）による制限がかけられている。灌頂についての説明は、タントラ内の第十八分においても成されている。

### 灌頂
チベット密教の灌頂（かんじょう）には、以下の4つがある。
1. 瓶灌頂（びょうかんじょう） - 日本の真言密教と類似のもの。守護尊を決める「投華得仏」と、金剛杵・金剛鈴・金剛名授与など。
2. 秘密灌頂（ひみつかんじょう）※ - 師に「大印」（女性パートナー（主に美しい十六歳の処女））を捧げ、両者の「性的ヨーガ」によって生じた精液・愛液混合物を、自身（弟子）の口内に「菩提心」として投入する。
3. 般若智灌頂（はんにゃちかんじょう）※ - 自身（弟子）が「大印」（女性パートナー）と「性的ヨーガ」を行う。（体内に投入された「菩提心」の放出と看做される）射精は禁じられ、「菩提心」を身体の各チャクラに適宜とどめて、歓喜を味わう。
4. 語灌頂 （ごかんじょう） - 「言葉の灌頂」、または「記号の灌頂」とも訳される。師僧が儀式の中で弟子に象徴性そのものを直接与える。

（※「大印」（女性パートナー）については、インド及び初期のチベットにおいては実際に性行為が行われていたらしいが、ツォンカパ以降のゲルク派では、「性欲を完全に克服できる段階に達しているなら、実際の女性を相手に実践して構わないが、そうでないなら、あくまでも観想でのみに留めるべきであり、その原則を侵すなら、堕地獄の苦行が待っている」という扱いだという。）
なお、「生起次第」に進むには、1の灌頂が必須とされ、「究竟次第」に進んだり、密教指導者になるためには、2から4の灌頂が必須とされる。

### 生起次第

#### プロセス
ツォンカパの『吉祥秘密集会成就法清浄瑜伽次第』には、生起次第の49のプロセスが記されている。
なお、その49次第と、観想法の段階的分類との対応は、以下のようになる。
- 初加行瑜伽三摩地 (1～33)
  - 前行（準備） 1～11
  - ヨーガ（根本の観想） 12～14
  - アヌヨーガ（付随する観想） 15～17
  - アティヨーガ（深淵なる観想） 18～24
  - マハーヨーガ（大いなる観想） 25～30
  - マハーサーダナ（大いなる成就）31～33
- マンダラ最勝王三摩地 34～40
- 羯摩最勝王三摩地 41～49

全49次第の概要は以下の通り。
1. 修行にふさわしい場所を選ぶ
2. 修行者自身が阿閦金剛になり、大慈悲心を発する
3. 修行者自身が怒れる阿閦金剛になる
4. 十人の忿怒尊を生成する
5. 十人の忿怒尊を駆使して修行を妨げる魔どもを聖なるくさびで打ちのめし、マンダラを築く場を浄化する
6. マンダラを守るバリヤーを生成し、同時に修行者自身を真言で守る
7. マンダラが空性であると認識する
8. マンダラの基礎部分を生成する
9. マンダラ上の構造物（宮殿・楼閣）を生成する
10. マンダラを構成する三十二のホトケたちを観想する
11. ホトケたちを修行者の身体に摂取する
12. 日輪・月輪・赤蓮華を生成する
13. 月輪を生成する
14. マンダラを月輪上に生成し、その本質が風（生命エネルギー）だと認識する
15. 種字から自在に操作する
16. ホトケたちの標識から自在に操作する
17. 本初仏を生成する
18. 修行者自身を変化身に変容させる
19. 修行者の身体をマンダラ上の構造物として観想する
20. 五蘊（心身）を五人の如来として観想する
21. 四大（物質元素）を四人の明妃として観想する
22. 五根（身体器官）を八人の菩薩として観想する
23. 五境（五感の認識対象）を五人の金剛女として観想する
24. 十支分（身体部分）を十人の忿怒尊として観想する
25. 修行者の身体を加持（霊的高次化）する
26. 修行者の言葉を加持する
27. 修行者の精神を加持する
28. 修行者の身体と言葉と精神を同時に加持する
29. ジュニャーナサットヴァを観想する
30. サマーディサットヴァを観想する
31. 阿閦金剛として明妃と性的ヨーガを実践する
32. 宝生如来として明妃と性的ヨーガを実践する
33. 阿閦金剛として「大楽」（性の究極的快楽）をささげてホトケたちを供養する
34. 性的ヨーガにより五人の如来を生み出す
35. 性的ヨーガにより四人の明妃を生み出す
36. 性的ヨーガにより金剛女を生み出す
37. 性的ヨーガにより八人の菩薩を生み出す
38. 性的ヨーガにより十人の忿怒尊を生み出す
39. 性的ヨーガによりマンダラを自在に極大化・極小化できるようにする
40. 性的ヨーガによりマンダラを自在に増殖できるようにする
41. 修行者が変化身としての活動を修習する
42. 真言の唱え方を修習する
43. 本尊とその性的パートナーを光明の中に溶融し、涅槃（死）の本質を修習する
44. 衆生救済の近いによって本尊を再び呼び戻し、マンダラを再生させる
45. ホトケたちにさまざまな供養をささげる
46. マンダラを収斂する
47. 食事をとるときの観想法
48. 身体を壮健にするための日常の過ごし方
49. 以上を実践することによる高い境地の成就

#### 粗・微細瑜伽
この生起次第では特に、次の究竟次第に向け、観想の能力を高めるべく、じっくりと曼荼羅と諸仏を描き、次にそれを一挙に描けるようにし、次に微細な曼荼羅・諸仏も同じように一挙に観想できるようにする、更に一歩進んで、修行者自身の鼻やリンガ（陰茎）の先端（もしくは尿道）、ヘソや心臓に、微細なティクレ（精液）や文字を観想し、その中に曼荼羅・諸仏を生成するといった、粗・微細な瑜伽（ヨーガ）を習得することが重要とされる。

### 究竟次第
（※究竟次第は、身体（特に血流）に影響を与える観想（イメージ操作）や呼吸コントロールを積極的に行い、仮死状態ないしは意識混濁状態・恍惚状態を生み出すものであり、興味本位で真似するのは非常に危険なので、注意してもらいたい。）

#### 身体論
究竟次第に関しては、まず、その前提となっている、インド古来のチャクラ理論をベースとした身体論を理解しておく必要がある。
この身体論では、
- 我々の物質的身体の内外に霊的な身体がある
- そこには7万2000本の脈管（ナーディ）が走っている
- なかでも約5mmの左右の脈管と、約10mmの中央脈管、合わせて「三脈」が特別大きい
- 左右の脈管は中央脈管と数カ所でかたく絡んでいる
（これがいわゆる「輪」（チャクラ）であり、その数は4から8の間で諸説分かれるが、秘密集会聖者流では性器・ヘソ・心臓・のど・頭頂の五箇所をチャクラとみなす。この脈管結合部としてのチャクラでは、通常、左右の脈管から中央脈管に「風」（チベット語で「ルン」、インドで言うところの「プラーナ」）が入り込むのが阻止されており、中央脈管は真空状態にある。）
- なかでも心臓のチャクラの奥には、はるかな前世より相続した根源的意識が眠る「不壊の滴」（ミシクペー・ティクレ、古代で言うところの「アートマン」に相当）と呼ばれる微細極まる粒子が潜んでいる
（この根源的意識は、通常、死に際して初めて生じる。）
- 左右の脈管から「風」（ルン）を心臓のチャクラに導き入れ、留めると、この「不壊の滴」（ミシクペー・ティクレ）が溶融し、根源的意識が解放される

といった内容が想定される。
したがって、チャクラの脈管の結び目をゆるめ、「風」（ルン）を心臓のチャクラの奥にある「不壊の滴」（ミシクペー・ティクレ）に送り込んで溶融できれば、通常は死んで初めて到達できる根源的意識に、生きながらにして到達できるようになる。そうして様々な根源的境地・感覚を得ること、それこそがこの究竟次第において目指されるものである。

#### プロセス
究竟次第は、以下の段階に分類される。簡単な概要のみ併せて記す。
1. 定寂身
（曼荼羅を修行者の身体に展開し、リンガ（陰茎）の尿道に滴（ティクレ＝精液）を観想し、そこに意識を集中することで、風（ルン）と意識を重ね合わせ、操作できるようにし、その風を中央脈管に導き入れ、留めることができるようにする。）
2. 定寂口（金剛念誦）
（鼻の先に光の滴を観想する微細ヨーガで心臓の上下の脈管をゆるめ、心臓の上端に滴ないし真言の文字を観想し、「出し・入れ・とどめる」の3文字もしくは「フーム・ホー」の2文字を唱える金剛念誦を行いながら、中央脈管に上下から風（ルン）を入れ、留め、心臓の脈管の結び目を少しずつほどく。）
3. 定寂心（心清浄）
（心臓のチャクラの脈管を完全にほどき、「不壊の滴」に風を送り込み、溶融する等で、「顕明」（空、ナンワ）、「増輝」（極空、チューパ）、「近得」（一切空、ニェルトプ）の「三空」（三歓喜）と、「たとえの光明」（ペイ・ウーセル）といった死に際してのヴィジョン・感覚を得る。）
4. 幻身（自加持）
（「不壊の滴」に溶融した風を解放する。3とは逆順に4つのヴィジョンが現れ、その「死からの再生」の過程を経て「中有」（パルド）の状態としての「幻身」（霊体、幽体）を成就する。至難のため、あらかじめ、自分の意識を体外に離脱させる行法である「遷移」（ポワ）と、離脱させた意識を他の動物に注入する行法である「入魂」（トンジュク）の修行により、修行者の身体を「粗大な身体」（物質的身体）と「微細な身体」（霊的身体）に分けておくことが推奨される。次の段階で「ほんとうの光明」を得るまでは、「幻身」は浄化されていない「不浄の幻身」と呼ばれる。）
5. 光明（楽現覚）
（「不壊の滴」に全ての風を送り込み、溶融させる。「顕明」「増輝」「近得」が1つに溶け込み「ほんとうの光明」（トゥンギ・ウーセル）が体得される。同時に最高の快楽である「大楽」が生じる。）
6. 双入
（「不壊の滴」に溶融した風を再度解放し、溶け込んでいた「近得」「増輝」「顕明」を展開し、浄化された「清浄な幻身」を出現させ、「ほんとうの光明」と「清浄な幻身」を同時に成就する。これが「双入」（スンジュク）であり、自他の区別が雲散霧消し、生きとし生けるものを至福の中で救済する境地に至る。ただし、この段階ではまだ「有学の双入」と呼ばれ、仏から学ぶ余地を残していると看做される。ここから更に、この境地を生きつつ、充分な功徳と智恵を集積することで、仏から教えられる必要の無い「無学の双入」、すなわち「解脱」へと到達する。）

## 訳書
- 松長有慶 『秘密集会タントラ和訳』 法蔵館、2000年03月。ISBN 978-4-8318-7073-5。